# اکتبر (شهرستان قره‌کولجه)
اکتبر (به لاتین: Oktyabr) یک منطقهٔ مسکونی در قرقیزستان است که در شهرستان قره‌کولجه واقع شده‌است. اکتبر ۲٬۴۱۶ نفر جمعیت دارد و ۱٬۲۷۲ متر بالاتر از سطح دریا واقع شده‌است.